# James Hillhouse
James Hillhouse (ur. 20 października 1754 w Montville, zm. 29 grudnia 1832 w New Haven) – amerykański prawnik i polityk.
Służył w wojsku podczas wojny o niepodległość Stanów Zjednoczonych i w 1779 był kapitanem straży gubernatorskiej podczas inwazji Brytyjczyków na New Haven.
W 1786 i 1788 został wybrany delegatem na Kongres Kontynentalny, jednak nie uczestniczył w obradach.
Przez drugą, trzecią i część czwartej kadencji Kongresu Stanów Zjednoczonych reprezentował stan Connecticut w Izbie Reprezentantów Stanów Zjednoczonych. Ustąpił podczas czwartej kadencji, gdy został wybrany do Senatu Stanów Zjednoczonych za Olivera Ellswortha, który ustąpił, aby objąć pozycję prezesa Sądu Najwyższego Stanów Zjednoczonych.
Na zakończenie szóstej kadencji Kongresu Stanów Zjednoczonych przez kilka dni w 1801 pełnił funkcję przewodniczącego pro tempore Senatu Stanów Zjednoczonych.
Przez pół wieku, w latach 1782–1832, był skarbnikiem Yale College (obecnie Uniwersytet Yale).